# Martin Vitík
Martin Vitík (* 21. ledna 2003 Beroun) je český profesionální fotbalista, který hraje na pozici středního obránce za italský klub Bologna FC 1909 a za český národní tým.

## Klubová kariéra

### Sparta Praha
Vitík prošel mládežnickými kategoriemi Králova Dvora, krátce působil v FC Tempo Praha a od roku 2017 je v juniorských týmech AC Sparta Praha. V srpnu 2020 se zapojil do přípravy v A-týmu Sparty, odehrál poločas přípravného utkání proti Táborsku. Následně se k týmu připojil na soustředění v rakouském Bad Kleinkirchheimu a odehrál celé přípravné utkání proti rakouskému SV Horn.

#### Sezóna 2020/21
V prvním týmu debutoval 22. října 2020 v utkání prvního kola základní skupiny Evropské ligy proti Lille OSC, když nastoupil v nastavení místo Michala Sáčka. V základní sestavě Letenských poprvé nastoupil 10. prosince 2020 v závěrečném 6. kole základních skupin proti slavnému AC Milán. V sezóně 2020/21 odehrál 17 utkání v české nejvyšší soutěži. V březnu 2021 prodloužil svou smlouvu s pražským klubem.

#### Sezóna 2021/22
V sezóně 2021/22 se sporadicky objevoval v základní sestavě pražského týmu, dohromady odehrál 17 ligových utkání, ve kterých vstřelil 2 branky.

#### Sezóna 2022/23
V ročníku 2022/23 přispěl 22 odehranými zápasy Spartě k zisku ligového titulu. V lednu 2023 podepsal Vitík se Spartou novou víceletou smlouvu. V létě 2023 se Vitík objevil ve stočlenné nominaci na nejlepšího fotbalistu Evropy do 21 let.

#### Sezóna 2023/24
V sezóně 2023/24 se Vitík stal pod trenérem Brianem Priskem stabilním členem základní sestavy pražské Sparty. 12. srpna se dvěma brankami podílel na vysoké výhře 5:1 na půdě Jablonce. Se Spartou se mu podařilo postoupit ze základní skupiny Evropské ligy do vyřazovací fáze a díky svým výkonům byl v prosinci 2023 spojován s přestupem do italské Neapole. Vitík nastoupil v sezóně dohromady do 42 soutěžních utkání, v nichž vstřelil 5 branek a přispěl k zisku domácího double, Sparta totiž dokázala obhájit ligový titul a 22. května porazila ve finále MOL Cupu Viktorii Plzeň 2:1. V létě 2024 byl Vitík opět předmětem přestupových spekulací, ocitl se údajně v hledáčku Neapole, AC Milán či Hoffenheimu.

#### Sezóna 2024/25
V létě 2024 postoupil Vitík se Spartou do ligové fáze Ligy mistrů, kam pražský celek postoupil po 19 letech. 6. října byl Vitík vyloučen v 93. minutě pražského derby proti Slavii. Jeho trest byl ale následující den komisí rozhodčích FAČR zrušen. Vitík byl v podzimní části sezony stabilním členem základní sestavy nového trenéra Larse Friise, ve 14 ligových zápasech vstřelil tři branky a nastoupil také do všech utkání v Lize mistrů, kde Sparta získala 4 body. 14. května 2025 nastoupil do finálového utkání českého poháru proti Sigmě Olomouc, prohře 1:3 však zabránit nedokázal. V sezoně 2024/25 nastoupil dohromady do 42 utkání, v nichž vstřelil 4 branky.

### Bologna
Dne 6. července 2025 Vitík přestoupil do italského klubu Bologna FC 1909 za poplatek 15 milionů eur, čímž se stal nejdražším českým fotbalovým obráncem v historii.

## Reprezentační kariéra
Vitík debutoval v dresu české „jednadvacítky“ 24. března 2021, a to v utkání proti Itálii v rámci mistrovství Evropy hráčů do 21 let 2021, když odehrál celé utkání.
V červnu 2023 byl nominován na závěrečný turnaj mistrovství Evropy hráčů do 21 let. Na turnaji vytvořil stabilní stoperskou dvojici s Robinem Hranáčem.
Dne 20. listopadu 2023 debutoval za český národní tým v zápase proti Moldavsku na Andrově stadionu v Olomouci.
V červnu 2024 byl nominován na závěrečný turnaj EURO 2024, trenér Ivan Hašek jej však na turnaji nevyužil.